# Kay Lahusen
Kay Lahusen, née le 5 janvier 1930 à Cincinnati dans l'Ohio et morte le 26 mai 2021 à West Chester (Pennsylvanie), également connue sous le nom de Kay Tobin Lahusen ou Kay Tobin, est la première photojournaliste américaine ouvertement homosexuelle. Ses photographies de lesbiennes sont apparues plusieurs fois en couverture de The Ladder entre 1964 et 1966, alors que sa partenaire Barbara Gittings était rédactrice en chef. Lahusen a participé à la fondation de la Gay Activists Alliance (GAA) en 1970, elle a contribué à un journal hebdomadaire new-yorkais, Gay Newsweekly, et a co-écrit The Gay Crusaders avec Randy Wicker.

## Biographie
Kay Lahusen est la fille de George H. et Katherine W. Lahusen, elle a grandi à Cincinnati et a développé un intérêt pour la photographie pendant son enfance. « Même enfant, j'aimais utiliser un petit appareil photo et essayer d'obtenir quelque chose d'artistique », se souvient-elle. Elle a découvert à l'université qu'elle avait des sentiments amoureux pour une femme et elle eut une relation avec elle pendant six ans, mais fut dévastée lorsque celle-ci partit « pour se marier et avoir une vie normale ».
Lahusen passa les six années suivantes à Boston à travailler à la bibliothèque du Christian Science Monitor. Elle rencontra Barbara Brooks Gittings lors d'un pique-nique des Daughters of Bilitis à Rhode Island en 1961. Elles se mirent en couple et Lahusen déménagea à Philadelphie pour rejoindre Gittings. Lorsque celle-ci reprit The Ladder en 1963, Lahusen se fit une priorité d'améliorer la qualité artistique des couvertures. Là où auparavant il y avait des dessins aux traits simples, Lahusen commença à ajouter des photographies de vraies lesbiennes sur la couverture à partir de septembre 1964. La première montrait deux femmes de dos, sur une plage, regardant vers la mer. Mais Lahusen voulait ajouter des portraits de face de lesbiennes. « Si vous vous promenez comme si vous n'osiez pas montrer votre visage, cela envoie un message terrible », se souvient Lahusen.
Plusieurs couvertures montraient diverses femmes prêtes à poser de profil ou avec des lunettes de soleil, mais en janvier 1966, elle put enfin obtenir un portrait intégral de face. Lilli Vincenz, ouverte et souriante, ornait la couverture de The Ladder. À la fin de la période où Gittings était rédactrice en chef, Lahusen se souvient qu'il y avait une liste d'attente de femmes qui voulaient apparaître de face sur la couverture du magazine. Lahusen écrivit des articles dans The Ladder sous le nom de Kay Tobin, un nom qu'elle a choisi dans le répertoire téléphonique et qu'elle trouvait plus facile à prononcer et à retenir par les gens.
Lahusen publia des photographies et des articles dans un journal de Manhattan, Gay Newsweekly, et travailla à l'Oscar Wilde Bookshop de New York, la première librairie dédiée à des auteurs et autrices gays et lesbiens. Elle travailla avec Gittings dans le caucus gay de l'American Library Association et photographia des milliers de militants, de marches et d'événements dans les années 1960 et 1970.
Dans les années 1980, Lahusen se lança dans l'immobilier et plaça des publicités dans les journaux gays. Plus récemment, ses photographies ont été présentées dans des expositions au William Way Community Center de Philadelphie et à la Wilmington Institute Library dans le Delaware. En 2007, toutes les photos et les écrits de Lahusen ainsi que les articles et écrits de Gittings ont été donnés à la bibliothèque publique de New York. Lahusen et Gittings étaient ensemble depuis 46 ans quand Gittings est morte d'un cancer du sein le 18 février 2007, à l'âge de 74 ans. Lahusen réside actuellement à Kennett Square, en Pennsylvanie, dans un centre de vie avec services de soutien.
Une parcelle de terrain au cimetière du congrès à Washington lui a été attribuée à côté de la sépulture de Gittings.